# Perros-Guirec

Perros-Guirec este o comună în departamentul Côtes-d'Armor din regiunea Bretania, aflată în nord-vestul Franței, gestionată administrativ de Comunitatea Lannion-Tregor. Ea cuprinde mai multe sate, cele mai importante fiind Ploumanac'h și La Clarté. 
Comuna este o stațiune prestigioasă de litoral aflată la Marea Mânecii, cu o tradiție de mai mult de un secol, fiind situată într-un sit natural protejat. Coasta aferentă este denumită turistic Coasta de granit roz (Côte de Granit Rose) și e împânzită de blocuri de granit de culoare roz de talie impresionantă, adevărate sculpturi cioplite de vânt. 
Perros-Guirec este cunoscut prin două embleme: Papagalul de mare cu cioc colorat, al cărui colonie se află pe cele Șapte insule, și Hortensia, o floare prezentă mai peste tot în regiune.   

## Geografie
Traseul vamal de coastă (Sentier des douaniers),  este un sit protejat, erodat de aproape 300.000.000 de ani și oferă un peisaj supranatural de granit cu forme neobișnuite, ce se întinde pe aproape 9 km.
Portul comunei are o parcare marină pentru bărcile piscicole și cele de agrement.
Comuna dispune de trei plaje principale:
- Trestraou care este și un punct de plecare pentru vaporul care înconjoara cele Șapte Insule (Les Sept Îles), printre ele fiind și Rouzic, insula păsărilor;

- Trestrignel, mai expusă vânturilor dar preferată de turiști, cu vedere spre insula Tomé care nu face parte din grupul celor șapte insule;

- Plaja Saint-Guirec care este situată în satul Ploumanac'h, de-a lungul traseului vamal de coastă, cu vedere spre mica insulă Costaérès.

Insulele din grupul Les Sept-Îles formeaza un arhipeleag în largul comunei, cea mai importantă fiind Île aux Moines și île Riouzig (Rouzic) care conține una din cele mai mari rezerve ornitologice marine din Franta.

## Toponimie
Perros este un nume breton, compus din Penn, ceea ce înseamnă „vârf, extremitate" și ros, „ridicătură".
Guirec provine de la Sfântul Guirec, un misionar din secolul al XVII-lea, venit din Țara Galilor și imortalizat pe plaja de la Ploumanac'h printr-o capelă și un oratoriu din piatră.

## Economie
Importanța stațiunii balneare a crescut odată cu deschiderea liniilor ferate Lannion - Perros și Perros - Tréguier în 1906, fapt ce a încurajat venirea unei clientele pariziene care și-a construit numeroase case de vacanță. Aceste căi sunt acum circuite pedestre, foarte apreciate de turiști.
Comuna profită mult din turism, având și un centru de talassoterapie și beneficiază mult de proximitatea (12km) față de centrul economic și academic din Lannion.

## Educație și viața asociativă
Perros-Guirec dispune de școli publice și private iar comuna a aderat la Carta limbii bretone Ya d'ar Brezhoneg pe 4 februarie 2016. Aici e leagănul cercului muzical celtic Ar Skewell (numit după un bloc stâncos aflat între Perros și Ploumanac'h) și al formațiilor de cimpoi scoțian, numite bagad, cum ar fi Sonerien Bro Dreger (suflătorii din țara Tregor).
Comuna susține sporturile clasice dar și singurul club de surf din Côtes d'Armor, Seven Islands Surf Club și este o etapă  pentru competiția cu vele Solitaire du Figaro.
Anual, la începutul lunii august are loc festivalul Hortensias care reunește grupurile celtice și horele locale, numite Fest-Noz, înscrise în patrimoniul imaterial UNESCO în 2012.
Municipalitatea găzduiește în aprilie un festival de Benzi desenate.
În lunile iulie-august are loc festivalul de Muzică de cameră într-o sală modernă, cu vedere spre mare, numită Palais de Congres.

## Patrimoniu
- Casa lui Maurice Denis, construită în 1894, achiziționată de pictor în 1908, aflată deasupra plajei Trestrignel.  Casa a fost ocupată de germani în timpul celui de-al doilea război mondial și s-a deteriorat parțial.

- Grand Hotel, la Trestraou, arhitectură Art Deco tipică stilului litoral din anii 1920.[8]

- Semaforul de La Clarté care monitorizează navigația între Insula Batz și insulele Brehat.

- Moara de La Lande du Crac'h din 1727.[9]

- Multe vile construite la sfârșitul secolului al XIX-lea și începutul secolului al XX-lea.

- Parcul de sculpturi, situat între La Clarté și Ploumanac'h.[10] În urma unei inițiative a transportatorului Paul Hignard și a primarului din Lanhélin din 1993, Perros-Guirec a găzduit în 1998 cel de-al patrulea Simpozion internațional de sculpturi monumentale din granit breton. Renovat în 2016, parcul este acum dedicat celor 18 sculpturi:

La vie au Soleil, d'Hervé Quéré; La colline et la Crique, de Tatsumi Sakaï; Dahed, de Patrice Le Guen; Menhir II, de Marc Simon; L'Arkou, de François Breton; Distant view, de Tatsumi Sakaï; Le sculpteur et sa création, de Shelomo Selingeer; Le coupe (Hearoma Nui en maori), de Renate Verbrugge; DEclosion, de Seenu; Le repos du tailleur, de Patrice Le Guen; Nu primitif, de Pierre Székely; Femme fleur, de Wattel; Mère à l'enfant, de François Breton; Anishnabe, de Biscornet; Le passage de Jean-Yves Ménez; L'homme de granit, de Pierre Székely; Le fauteuil, de David Puech; La fragilité du dialogue, de l'infini à Rouzic, de Viorel Enache.
- La vallée des Traouïero

- Biserica Sf. Iacob (St. Jacques),[11] clasată monument istoric, aflată pe fostul drum ce ducea spre Santiago de Compostela pentru pelerinii din Marea Britanie.

- Capela Notre-Dame de La Clarté (în bretona, Itron Varia ar Sklaerder) , clasată monument istoric,[12] unde are loc pe 15 august, pelerinajul dedicat Sfintei Marii.

- Oratoriul Saint-Guirec,[13] pe plaja cu același nume din Ploumanac'h, clasat monument istoric, accesibil numai la reflux. El protejează o statuie a Sfântului Guirec. După un obicei ancestral, tinerele fete care înțeapă nasul statuii se vor mărita în acel an.  Acest obicei a deteriorat nasul statuii originale din lemn, astfel că statuia actuală este din granit, dar nasul său suferă în continuare din cauza turiștilor.

- Crucea din secolul al XVIII-lea, situată pe înălțime, cu vedere spre plaja Trestraou.[14]

- Château de Costaérès, un conac mare pe o insulă privată, accesibil la maree foarte scăzuta, unde romancierul polonez Henryk Sienkiewicz ar fi scris pagini din versiunea franceză a cărții sale Quo Vadis.
- Phare des Triagoz.[15]

Satul Ploumanac'h care aparține de comuna Perros-Guirec a fost votat în 2015, în cadrul emisiunii televizate Village préféré des Français, concurs ce datează din 2012, ca fiind „satul favorit al francezilor”, fapt atestat printr-o placă comemorativă aflată pe plaja Saint-Guirec.